# Glycidol
Glycidol je organická sloučenina, která obsahuje epoxidovou i alkoholovou funkční skupinu. Díky této vlastnosti má řadu využití. Tato látka je lehce viskózní a nestabilní kapalina, která není často získávána v čisté podobě.

## Výroba a použití
Glycidol se vyrábí epoxidací allylalkoholu.
Glycidol se používá ke stabilizaci přírodních olejů a vinylových polymerů a jako deemulgátor (opak emulgátoru). Také je meziproduktem při výrobě glycerolu, aminů, glycidylesterů a ostatních esterů. Je součástí povrchových nátěrů a používá se rovněž na výrobu léčiv a jako gelační látka v pevných pohonných hmotách.
Glycidol má jeden chirální atom uhlíku, existují dva enantiomery, (R)-glycidol a (S)-glycidol.

## Bezpečnost
Glycidol dráždí oči, kůži, sliznice a horní cesty dýchací. Vystavení glycidolu také může mít za následek snížení a následné zvýšení aktivity centrální nervové soustavy. Je klasifikován jako pravděpodobný karcinogen pro člověka.